# Ziua Independenței (Finlanda)
Format:Infobox Holiday

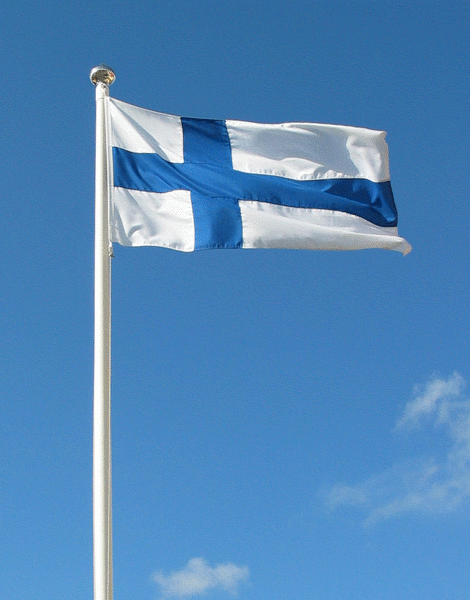
Drapelul Finlandei

Ziua Independenței Finlandei  (fi|itsenäisyyspäivä), este o sărbătoare națională publică în ziua de 6 decembrie în care se celebrează Declarația de Independență a Finlandei față de Imperiul Rus, din anul 1917.
Ziua Independenței s-a sărbătorit prima dată în 1919. În primii ani ai independenței, ziua de 6 decembrie a fost în unele părți ale Finlandei o sărbătoare minoră comparativ cu 16 mai, în care albii sărbătoreau victoria din Războiul civil finlandez.
În primele decenii de independență, ziua de 6 decembrie a fost o ocazie solemnă, marcată de discursuri patriotice și servicii religioase. Din anii '70, Ziua Independenței a început să ia forme mai vii, cu vitrinele magazinelor decorate în culorile drapelului finlandez și cu prăjituri cu glazură alb-albastră.
Este tradițională, în multe familii, seara, aprinderea a două lumânări la fiecare fereastră a casei. Obiceiul datează din anii '20, dar și mai de dinainte, când lumânări erau puse în geam la aniversarea nașterii poetului Johan Ludvig Runeberg ca un protest tăcut împotriva opresiunii rusești.
O legendă populară spune că lumânările erau un semnal pentru tinerii aflați în drum spre Suedia și Germania, unde urmau să devină jägers (vânători), că acea casă este gata să le ofere adăpost și că acolo se pot ascunde de ruși. 

## Moneda aniversară
A 90-a aniversare a Declarației de Independență a fost aleasă ca temă a unei monede comemorative de 5 €, bătută în 2007.